# Cornelius Johannes van der Aa
Cornelius Johannes van der Aa (1883 – 1950) è stato un pittore olandese.

## Opere
È ricordato come pittore di scorci e paesaggi urbani.